# Henclová
Henclová es un municipio del distrito de Gelnica en la región de Košice, Eslovaquia, con una población estimada a final del año 2024 de 101 habitantes.
Se encuentra ubicado al oeste de la región, en el valle del río Hernád y cerca de la frontera con la región de Prešov.

## Demografía
| Año        | 1994 | 2004     | 2014     | 2024 |
| ---------- | ---- | -------- | -------- | ---- |
| Población  | 148  | 118      | 101      | 101  |
| Diferencia |      | −20,27 % | −14,40 % | +0 % |

| Año        | 2023 | 2024 |
| ---------- | ---- | ---- |
| Población  | 100  | 101  |
| Diferencia |      | +1 % |